# Bill Gates Sr.
William Henry Gates II (Bremerton, Washington, 30 de noviembre de 1925-Hood Canal, Washington, 14 de septiembre de 2020), más conocido como Bill Gates Sr., fue un abogado, filántropo y líder cívico estadounidense. Fue el fundador del bufete de abogados Shidler McBroom & Gates (un predecesor de K&L Gates), y también se desempeñó como presidente de las asociaciones de abogados del condado de Seattle King y del estado de Washington. Era el padre de Bill Gates, cofundador de Microsoft.
Uno de una línea de hombres de negocios llamado William H. Gates, y algunas veces llamado William Gates Jr. durante su carrera. Posteriormente conocido como William Henry Gates Sr., debido a la mayor prominencia de su hijo Bill Gates (cuyo nombre completo es William Henry Gates III). Ha adoptado el sufijo «Sr.» (sénior) para distinguirse de su hijo más famoso.

## Biografía
Gates nació en Bremerton, Washington, hijo de William Henry Gates Jr. (Bremerton, Washington, 14 de marzo de 1891 – Bremerton, Washington, 17 de agosto de 1969),  y su esposa (m. 1913) Lillian Elizabeth Rice (Bremerton, Washington, 1891–Bremerton, Washington, 27 de noviembre de 1966). De ascendencia mayormente inglesa, aunque su abuela paterna era de origen alemán, fue el tercero en su familia en tener el mismo nombre, su abuelo fue el primer William Henry Gates. Fue un miembro de una tropa de Boy Scouts algunos años, y ganó el Premio Eagle Scout en 1941. Después de la secundaria, se unió al Ejército de los Estados Unidos, cambiando su nombre a William Gates, Jr. para mantener la apariencia de elitismo. Participó en la Segunda Guerra Mundial y fue licenciado con honores en noviembre de 1946.
Asistió a la University of Washington (UW) bajo el G.I. Bill, donde ganó un B.A. en 1949 y un título en leyes en 1950. Ejerció como abogado hasta 1998, principalmente con la firma de abogados que cofundó como Shidler & King en 1964, después conocida como Preston Gates & Ellis LLP, hoy conocida como K&L Gates. Gates también sirvió en la mesa de Planned Parenthood.